# Dedalus (album)
Dedalus è l'album d'esordio del gruppo musicale italiano Dedalus, pubblicato nel 1973.
Il sound dell'album è influenzato dal jazz rock alla Miles Davis e dalla sperimentazione più intellettuale dei Soft Machine. In copertina si trovano quattro uomini con orologi al posto della faccia.

## Tracce
Brani composti e arrangiati da Dedalus
Lato A
1. Santiago – 9:13
2. Leda – 4:30
3. Conn – 3:49

Lato B
1. CT 6 – 14:02
2. Brilla – 5:39

## Musicisti
- Marco di Castri - chitarra, sassofono tenore
- Fiorenzo Bonansone - violoncello elettrico, pianoforte elettrico (fender rhodes)
- Fiorenzo Bonansone - sintetizzatore (brano: Conn)
- Furio Di Castri - basso (fender), percussioni
- Enrico Grosso - batteria, percussioni
- René Aktuela Mantegna - percussioni africane[1]